# Mirko Černigoj
Mirko Černigoj, slovenski zborovodja in pevec, * 12. september 1912, Ajdovščina, † 14. januar 1978, Ljubljana.

## Življenje in delo
Rodil se je v družini tesarja Leopolda in gospodinje Marije Černigoj v Ajdovščini. Ljudsko šolo je končal v rojstnem kraju, potem pa je do odhoda k vojakom pomagal očetu pri sezonskih delih. Ko so zavezniki junija 1943 osvobodili Sicilijo je z drugimi primorskimi fanti, ki so bili mobilizirani v italijansko vojsko prišel v zavezniško ujetništvo. Iz pristanišča Porto Empodocle so jih odpeljali v Afriko. V taborišču Constantina v Alžiriji so se ločili od ostalih italijanskih ujetnikov in ustanovili pevski zbor. Oktobra 1943 so za zborovodjo izbrali Mirka Černigoja, ki je zbor vodil do prihoda v taborišče Gravina pri Bariju. V Constantini je zbor poleg prosvetnih prepeval tudi cerkvene pesmi in latinsko mašo Vinka Vodopivca. Iz Constantine so najprej prišli v taborišče Corso, od tam pa v Gravino, kjer je zbor prevzel Rado Simoniti. To so bili zametki zbora »Srečko Kosovel«, sedaj MoPZ Srečko Kosovel. Kasneje je Černigoj  v zboru Srečko Kosovel, ki je imel v obdobju 1944-46 okoli 160 nastopov velikokrat kot dirigent nadomeščal Simonitija. V zboru Srečko Kosovel in kasneje v ljubljanski Operi je pel kot drugi basist.